# Папа Пелагије I
Папа Пелагије I (лат. Pelagius; 4. март 561.) је био 60 папа од 16. априла 556. до 4. марта 561.